# 가모토군

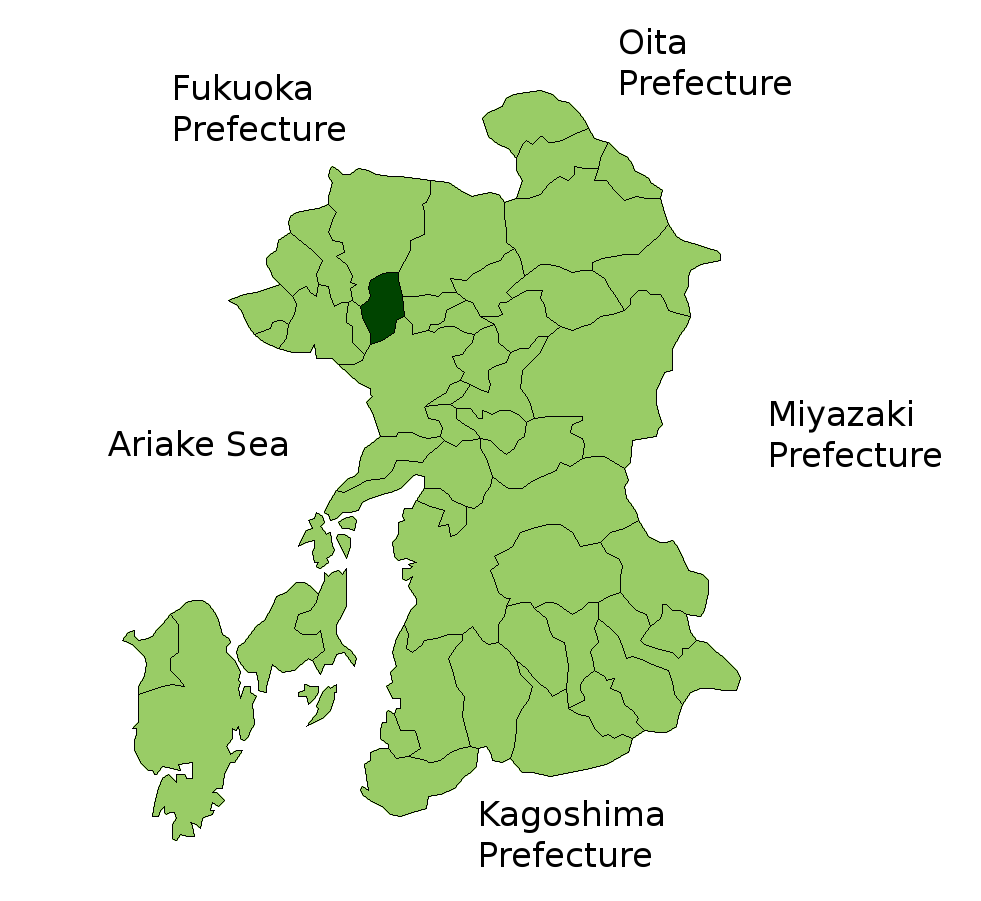
가모토군의 위치

가모토군(일본어: 鹿本郡, かもとぐん)은 일본 구마모토현에 있었던 군이다. 
합병되기전 1정으로 구성되어 있었고 현재는 구마모토시에 합병되어있다.
- 우에키정(植木町)

1896년 4월 1일, 군제에 근거해 야마가 군(山鹿郡)·야마모토 군(山本郡)이 합병해서 만들어졌다. 군명은 합병 전의 양군의 이름을 합성한 것이다. 당시의 군역은 현재의 야마가시의 전역이 포함되어 있었다.

## 역사
- 2005년 1월 15일 - 가오정·가호쿠정·가모토정·기쿠치정이 야마가시와 합병해 야마가시가 성립, 군에서 이탈하였다.
- 2010년 3월 23일 - 우에키정이 구마모토시에 편입되어 가모토군은 소멸하였다.